# Visoncourt
Visoncourt là một xã ở tỉnh Haute-Saône trong vùng Franche-Comté phía đông Pháp. Xã có diện tích 4,52 kilômét vuông, dân số năm 2006 là 34 người. Khu vực này có độ cao từ 264-395 mét trên mực nước biển.